# Tandem (film)
Pour les articles homonymes, voir Tandem (homonymie).
 (février 2024).
Si vous disposez d'ouvrages ou d'articles de référence ou si vous connaissez des sites web de qualité traitant du thème abordé ici, merci de compléter l'article en donnant les références utiles à sa vérifiabilité et en les liant à la section « Notes et références ».
Pour plus de détails, voir Fiche technique et Distribution.
Tandem est un film français réalisé par Patrice Leconte et sorti en 1987.
Inspirée de la carrière de l'animateur radio Lucien Jeunesse et du Jeu des mille francs qu'il anime de 1965 à 1995 et de Jean-Pierre Descombes et des Jeux de 20 Heures qu'il anime de 1976 à 1987, cette comédie dramatique sur fond de road movie montre les relations entre un animateur radio quelque peu ringard (incarné par Jean Rochefort) et l'ingénieur du son qui l'assiste (interprété par Gérard Jugnot), qui sillonnent la France, jusqu'à ce que l'émission de radio finisse par être supprimée.
Nommé dans plusieurs catégories lors de la 13e cérémonie des César en 1988, dont celles du meilleur film, du meilleur acteur (pour Gérard Jugnot et Jean Rochefort), et du meilleur réalisateur, Tandem ne remporte finalement que le César de la meilleure affiche.

## Synopsis

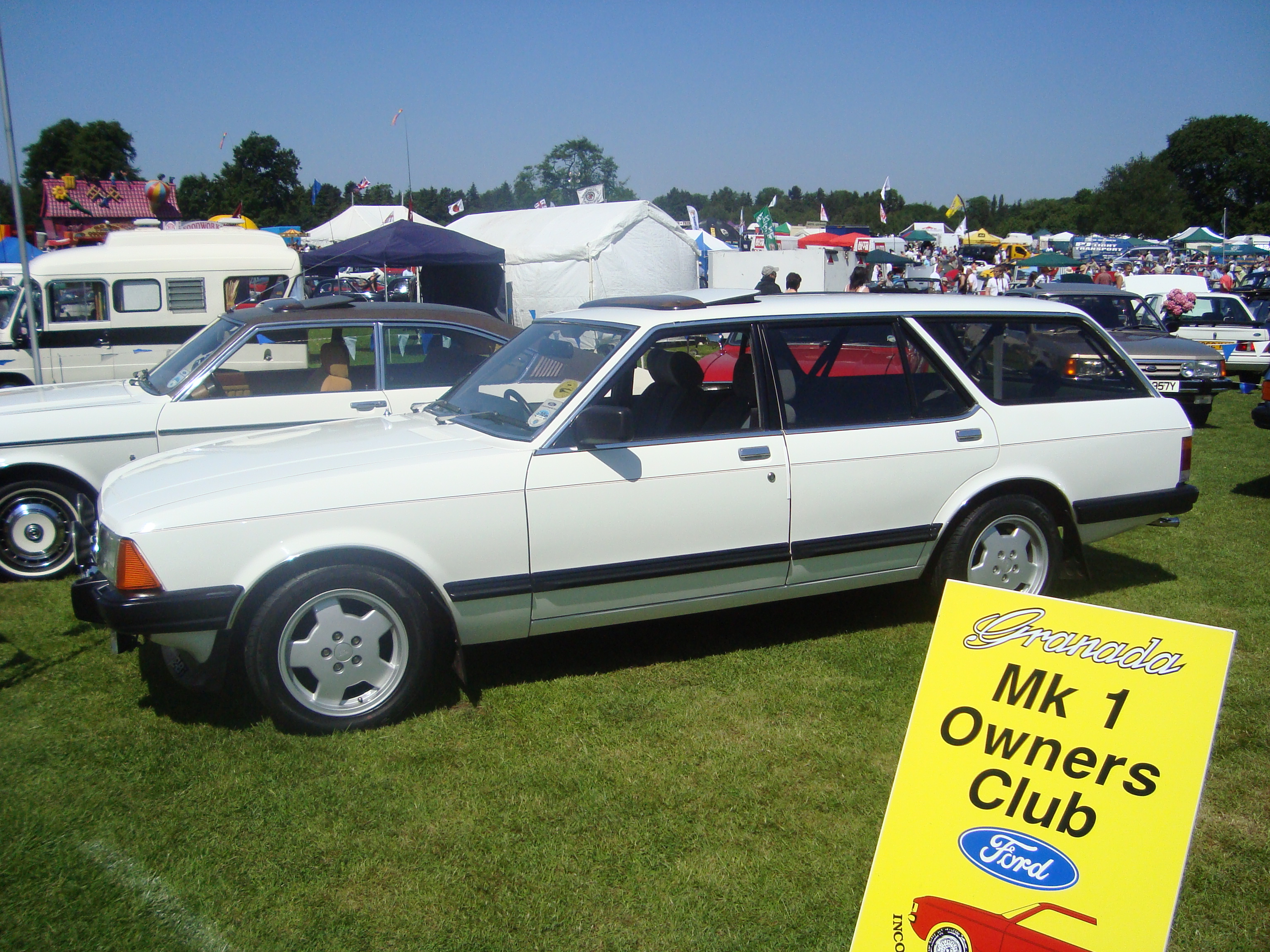
Mortez et Rivetot parcourent le pays avec une Ford Granada break blanche.

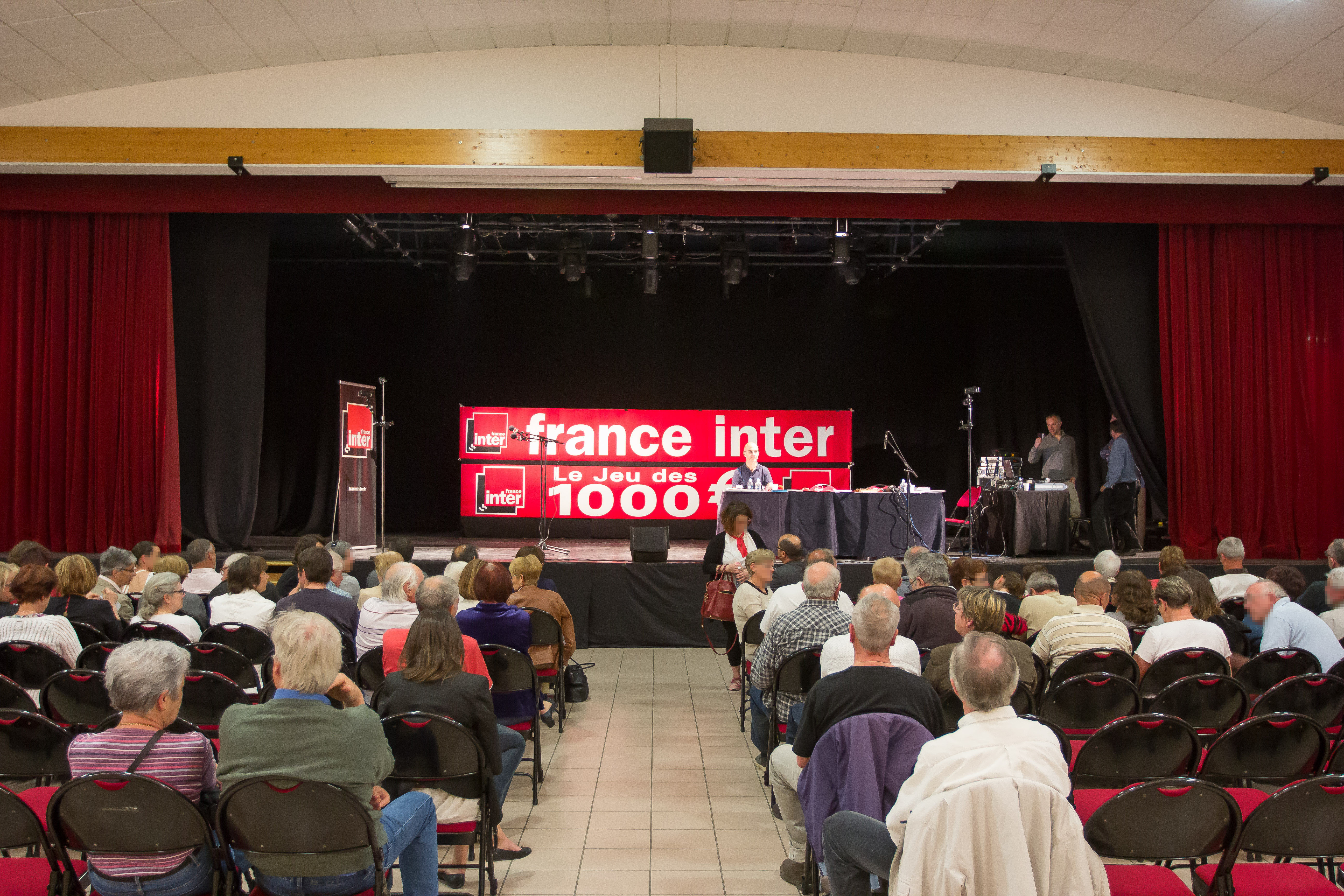
Le Jeu radiophonique des 1000 francs, inspiration du contexte du film.

Michel Mortez (Jean Rochefort), animateur radio, sillonne la France avec Rivetot (Gérard Jugnot), pour animer depuis plus de 25 ans le jeu quotidien La Langue au chat. Rivetot apprend, alors qu'il téléphone à ses collègues, que l'émission va être supprimée. Par amitié et affection pour Mortez, il décide de le lui cacher, détournant les lettres et coups de téléphone, jusqu'à simuler une émission qui n'est en réalité pas diffusée. 
Mortez, qui vient d'apprendre la fin de son émission, lui demande de cesser la supercherie. Ensemble ils retournent à Paris et obtiennent une adaptation de la grille horaire, l'émission passant désormais tous les deux jours. Cependant, Mortez, fatigué de son rôle de vieil animateur, craque et s'enfuit lors d'un direct. Les mois passent, et au détour d'un centre commercial, Rivetot découvre son ami faisant des animations de supermarché. Lui-même a été renvoyé de la station et Mortez lui propose de l'accompagner désormais dans ses périples. Ensemble, ils repartent sur les routes.

## Fiche technique
- Titre original : Tandem
- Réalisation : Patrice Leconte
- Scénario : Patrick Dewolf et Patrice Leconte
- Musique : François Bernheim ; chanson Il mio rifugio interprétée par Richard Cocciante
- Assistant réalisateur : Étienne Dhaene
- Photographie : Denis Lenoir
- Montage : Joëlle Hache
- Son : Alain Curvelier et Dominique Hennequin
- Producteurs : Philippe Carcassonne et René Cleitman
- Genre : comédie dramatique
- Durée : 91 minutes
- Pays de production :  France
- Langue : français
- Date de sortie :
  - France: 17 juin 1987

## Distribution
- Gérard Jugnot : Rivetot, le chronomètre
- Jean Rochefort : Michel Mortez, de son vrai nom Michel Morteau
- Sylvie Granotier : la libraire
- Julie Jézéquel : la serveuse hôtel de la Gare
- Jean-Claude Dreyfus : le conseiller municipal
- Ged Marlon : le pique-niqueur
- Marie Pillet : la patronne hôtel du Commerce
- Albert Delpy : le conducteur chien rouge
- Gabriel Gobin : le vieux barman
- Philippe Dormoy : un reporter
- Jacques Rousselot : M. Vaillant
- Jean-François Dumeniaud : le patron de l'Hôtel du Commerce
- Françoise Baut : Mme Meurisse
- Eric Bérenger : le journaliste
- Marilyne Even : la serveuse de l'Hôtel des Grands Hommes
- Catherine Ferrière : la réceptionniste de l'Hôtel des Trois Frères
- Richard Fiardo : le réparateur de l'ascenseur
- Nathalie Frémont : une jeune fille du podium
- Mélanie Merkl : une jeune fille du podium
- Sylvie Herbert : la patronne de l'Hôtel de La Gare

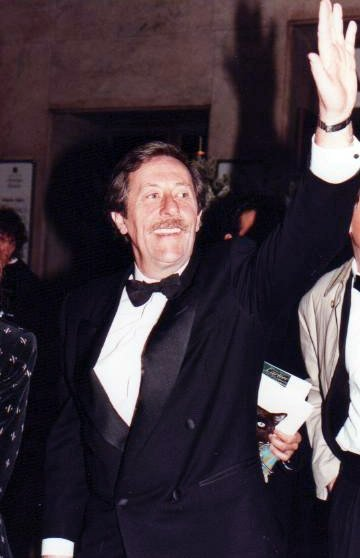
Jean Rochefort en 1991.
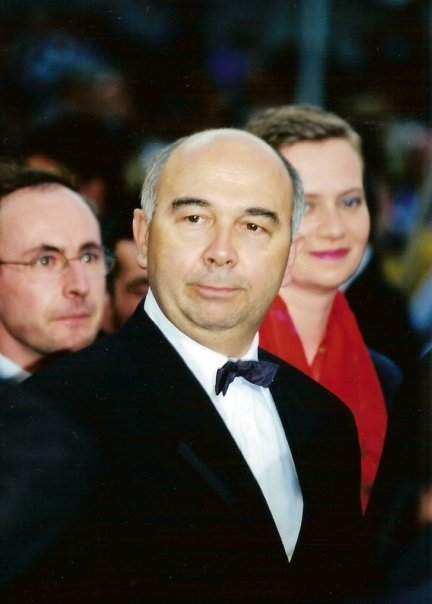
Gérard Jugnot en 1998.

## Tournage
- Calvados (Deauville)
- Vaucluse (Orange, plateau d'Albion)
- Bouches-du-Rhône (Arles, Istres, plaine de la Crau)

La scène de Mortez perdu parmi les mouettes est filmée après la fin du tournage principal, dans la plus grande décharge à ciel ouvert de France (« décharge de la Crau », jouxtant le quartier d'Entressen à Istres), simplement avec Jean Rochefort, le réalisateur et deux cadreurs. Une seule prise suffit, car, confie Patrice Leconte : « les mouettes sont difficiles à diriger ! »[réf. nécessaire]

## Musique
Le film est marqué par la chanson Il Mio Rifugio, présente au début et à la fin. Celle-ci est à l'origine composée et écrite par François Bernheim en 1976 (Le Refuge). Richard Cocciante signe cette adaptation en italien avec une interprétation piano-voix spécialement pour le film.

## Accueil
Le film réalise un box-office de 597 758 spectateurs. 

## Distinctions
Le film obtient 6 nominations aux César 1987 :
- Meilleur film
- Meilleur acteur pour Gérard Jugnot et Jean Rochefort
- Meilleur réalisateur pour Patrice Leconte
- Meilleur scénario original ou adaptation pour Patrick Dewolf et Patrice Leconte
- Meilleure affiche pour Stéphane Bielikoff

Après n'avoir remporté qu'un César (meilleure affiche), l'équipe sera très déçue. Lors du Festival Feux croisés en 2015, le réalisateur raconte qu'après la cérémonie, il retrouve Jean Rochefort au Fouquet's et lui demande : « Alors, pas trop déçu ? », et Rochefort lui répond : « Quand même, quelle branlée ! ». Patrice Leconte ajoute par ailleurs détester l'affiche du film[réf. nécessaire].

## Autour du film
- Comme il le confie lors de l'édition 2015 du Festival Feux croisés qui lui est consacré, Patrice Leconte sort du succès du film d'action Les Spécialistes, ce qui lui permet un peu plus facilement d'obtenir des fonds pour lancer la production de Tandem, dont le scénario était déjà prêt avant celui des Spécialistes. Au regard de son tournage précédent, il confie également que celui-ci fut « presque artisanal », avec une équipe restreinte, qui dormait sur les lieux mêmes du tournage : « Je dormais dans la chambre 18 et descendais tourner dans la 14. »
- Le personnage de Mortez est complexe. Par moments, sa notoriété le fait se comporter comme une rock star. À d'autres, il se voit comme un personnage ringard, qui passe sa vie sur les routes quand toutes les décisions importantes, y compris celles le concernant, se prennent à Paris à son insu. Rivetot est partagé entre d'une part son estime pour Mortez (admiration qui est nourrie à l'écran par le véritable sentiment que porte Gérard Jugnot envers Jean Rochefort[5]) et d'autre part le décalage qu'il perçoit entre le personnage public et le drame humain vécu par la personne privée (solitaire, mythomane et dépendant au jeu).
- Le film s'inspire du Jeu des mille francs, et de son animateur vedette, Lucien Jeunesse[6]. Celui-ci avait cependant peu apprécié le film, s'estimant « ridiculisé » par Patrice Leconte[7]. Des années plus tard, Jean Rochefort souhaita le rencontrer à l'occasion de l'enregistrement d'une interview radiophonique, pour lever ce malentendu, mais Lucien Jeunesse refusa.
- Ce film marque par ailleurs le premier rôle dramatique important de Gérard Jugnot qui jusqu'alors avait surtout été employé dans des rôles comiques, notamment au sein de la troupe du Splendid. En sus, l'acteur change son image en se rasant la moustache et en portant un complément capillaire (moumoute) dans le film.